# 브루나이의 국기
브루나이의 국기는 영국의 보호령 시대였던 1959년 9월 29일에 제정되었으며, 1984년 1월 1일에 독립한 이후에도 이 국기를 계속 사용하고 있다.
노란색 바탕에 깃대 왼쪽 상단에서부터 오른쪽 하단까지 뻗은 하얀색과 검은색 두 가지 색으로 구성된 평행사변형 모양의 대각선이 그려져 있으며, 국기의 가운데에는 브루나이의 국장이 그려져 있다. 
노란색은 브루나이의 술탄을, 하얀색과 검은색은 브루나이의 대신(大臣)을 의미한다. 국기의 가운데에 그려진 브루나이의 국장의 초승달에는 브루나이의 나라 표어인 "언제나 하느님이 인도하시는 대로 복종하라"(الدائمون المحسنون بالهدى)가 자위 문자로 쓰여 있으며, 초승달 아래쪽에 있는 빨간색 리본에는 브루나이의 정식 국호인 "브루나이 다루살람국"(نڬارا بروني دارالسلام)이 자위 문자로 쓰여 있다.

## 색상
| 색상 | 노랑                 | 하양                  | 검정            | 빨강                |
| ---- | -------------------- | --------------------- | --------------- | ------------------- |
| RGB  | 247–224–23 (#F7E017) | 255–255–255 (#FFFFFF) | 0–0–0 (#000000) | 207–17–38 (#CF1126) |

## 여러 가지 기

군기
해군기
술탄기

## 과거의 기

브루나이의 기 (1906년 이전)
브루나이의 기 (1906년 ~ 1959년)